# Kabinet-Bismarck
Dit artikel geeft een overzicht van het kabinet onder Otto von Bismarck (21 maart 1871 - 20 maart 1890) in het Duitse Keizerrijk onder de keizers Wilhelm I (1871-1888), Frederik III (1888) en Wilhelm II (1888-1890).
| Functie                   | Persoon                               | Van        | Tot        |
| ------------------------- | ------------------------------------- | ---------- | ---------- |
| Rijkskanselier            | Otto von Bismarck                     | 21-3-1871  | 20-3-1890  |
| Buitenlandse Zaken        | Hermann von Thiele                    | 21-3-1871  | 30-9-1872  |
| Buitenlandse Zaken (a.i.) | Hermann Ludwig von Balan              | 3-10-1872  | 9-10-1873  |
| Buitenlandse Zaken        | Bernhard Ernst von Bülow              | 9-10-1873  | 26-10-1879 |
| Buitenlandse Zaken (a.i.) | Josef Maria von Radowitz              | 6-11-1879  | 17-4-1880  |
| Buitenlandse Zaken (a.i.) | Chlodwig zu Hohenlohe-Schillingsfürst | 20-4-1880  | 1-9-1880   |
| Buitenlandse Zaken (a-i-) | Friedrich zu Limburg-Stirum           | 1-9-1880   | 25-6-1881  |
| Buitenlandse Zaken (a.i.) | Clemens Busch                         | 25-6-1881  | 16-7-1881  |
| Buitenlandse Zaken        | Paul von Hatzfeldt-Wildenburg         | 16-7-1881  | 24-10-1885 |
| Buitenlandse Zaken (a.i.) | Herbert von Bismarck                  | 24-10-1885 | 17-5-1886  |
| Buitenlandse Zaken        | Herbert von Bismarck                  | 17-5-1886  | 26-3-1890  |
| Rijkskanselarij           | Rudolf Delbrück                       | 18-1-1871  | 1-6-1876   |
| Rijkskanselarij           | Karl Hofmann                          | 1-6-1876   | 24-12-1879 |
| Binnenlandse Zaken        | Karl Hofmann                          | 24-12-1879 | 1-9-1880   |
| Binnenlandse Zaken        | Karl Heinrich von Bötticher           | 1-9-1880   | 20-3-1890  |
| Financiën                 | Adolf Heinrich Scholz                 | 1880       | 1-7-1882   |
| Financiën                 | Franz Emil Emanuel Burchard           | 1-7-1882   | 1-11-1886  |
| Financiën                 | Karl Rudolf Jacobi                    | 1-11-1886  | 14-9-1888  |
| Financiën                 | Hellmut von Maltzahn                  | 14-9-1888  | 20-3-1890  |
| Justitie                  | Heinrich Friedberg                    | 21-12-1876 | 30-10-1879 |
| Justitie                  | Hermann von Schelling                 | 31-10-1879 | 31-1-1889  |
| Justitie                  | Otto von Öhlschläger                  | 19-2-1889  | 20-3-1890  |
| Marine                    | Albrecht von Stosch                   | 1-1-1872   | 20-3-1883  |
| Marine                    | Leo von Caprivi                       | 20-3-1883  | 5-7-1888   |
| Marine                    | Eduard Heusner                        | 1889       | 23-4-1890  |
| Post                      | Heinrich von Stephan                  | 1880       | 20-3-1890  |